# Ocells de foc
Ocells de foc (títol original: Fire Birds) és una pel·lícula estatunidenca dirigida per David Green, estrenada l'any 1990. Ha estat doblada al català.

## Argument
Jake Preston és pilot d'helicòpter a la US Army. Perd el seu millor amic en una missió anti-droga efectuada a Amèrica del Sud, mort per un temible pilot mercenari a sou dels cartels colombians. De retorn als Estats Units, perd gust a la vida i considera deixar l'exèrcit. Però Brad Little, un instructor més tenaç que els altres, li retorna les ganes de lluitar i la motivació de volar en un nou helicòpter de combat, l'AH-64 Apache. En companyia de la bonica Sharon Geller i del seu copilot Billie Lee Guthrie, torna a Amèrica del Sud per participar en l'erradicació del cartel.

## Repartiment
- Nicolas Cage: Jake Preston
- Tommy Lee Jones: Brad Little
- Sean Young: Billie Lee Guthrie
- Bryan Kestner: Breaker
- Illana Diamant: Sharon Geller
- Dale Dye: A.K. McNeil
- Mary Ellen Trainor: Janet Little
- J. A. Preston: general Olcott
- Peter Onorati: Rice
- Charles Lanyer: Darren Phillips
- Marshall R. Teague: Doug Daniels
- Cylk Cozart: Dewar Proctor
- Charles Kahlenberg: Oscar De Marco
- Gregory Vahanian: Tom Davis
- Bob Lujan: Steward Marges

## Al voltant de la pel·lícula
- L'acollida de la premsa i dels espectadors als Estats Units ha estat relativament dolent. Malgrat certes escenes espectaculars, la presència de dos actors reconeguts i populars així com del suport oficial del departament del Defensa dels Estats Units per la disposició de diverses bases i mitjans aeris (helicòpters), ha estat reprotxat al film de tenir una interpretació tova, un guió sense cap originalitat i de no ser més que una pàl·lida còpia del mític Top Gun estrenada quatre anys abans.
- El director ha obtingut del part de l'Escola de pilots de proves americanes ("Nacional Test Pilot School") amb base al desert dels Mojaves, el préstec de dos avions de combat de tipus Saab 35 Draken per « fer » el paper dels « dolents », avions originals i relativament rars a les pantalles, que a més és a una producció de Hollywood.